# Live Cannibalism
Live Cannibalism (engl. für Live Kannibalismus) ist das erste Livealbum der US-amerikanischen Death-Metal-Band Cannibal Corpse.

## Entstehungsgeschichte
Aufgenommen wurde das Album bei Auftritten im The Emmerson Theater in Indianapolis, Indiana und beim The Rave in Milwaukee, Wisconsin. Vertreten sind neben neueren Titeln auch Songs, die noch unter dem ehemaligen Sänger der Band, Chris Barnes, entstanden. Besondere Betonung wurde aber weder auf die Barnes-, noch auf die Fisher-Ära gesetzt, da es das erklärte Ziel der Band war, nur unter den Fans beliebte Lieder zu spielen.

## Titelliste
Internationale Version
1. Staring Through the Eyes of the Dead – 4:13 (aus The Bleeding)
2. Blowtorch Slaughter – 2:37 (aus Bloodthirst)
3. Stripped, Raped and Strangled – 3:38 (aus The Bleeding)
4. I Cum Blood – 4:12 (aus Tomb of the Mutilated)
5. Covered with Sores – 3:43 (aus Butchered at Birth)
6. Fucked with a Knife – 2:26 (aus The Bleeding)
7. Unleashing the Bloodthirsty – 4:12 (aus Bloodthirst)
8. Dead Human Collection – 2:39 (aus Bloodthirst)
9. Gallery of Suicide – 4:11 (aus Gallery of Suicide)
10. Meat Hook Sodomy – 5:10 (aus Butchered at Birth)
11. Perverse Suffering – 4:20 (aus Vile)
12. The Spine Splitter – 3:31 (aus Bloodthirst)
13. Gutted – 3:26 (aus Butchered at Birth)
14. I Will Kill You – 2:47 (aus Gallery of Suicide)
15. Devoured by Vermin – 3:38 (aus Vile)
16. Disposal of the Body – 3:41 (aus Gallery of Suicide)
17. A Skull Full of Maggots – 2:32 (aus Eaten Back to Life)
18. Hammer Smashed Face – 4:45 (aus Tomb of the Mutilated)

Deutsche Version
1. Staring Through the Eyes of the Dead – 4:13 (aus The Bleeding)
2. Blowtorch Slaughter – 2:37 (aus Bloodthirst)
3. Stripped, Raped and Strangled – 3:38 (aus The Bleeding)
4. Fucked with a Knife – 2:26 (aus The Bleeding)
5. Unleashing the Bloodthirsty – 4:12 (aus Bloodthirst)
6. Dead Human Collection – 2:39 (aus Bloodthirst)
7. Gallery of Suicide – 4:11 (aus Gallery of Suicide)
8. Perverse Suffering – 4:20 (aus Vile)
9. The Spine Splitter – 3:31 (aus Bloodthirst)
10. I Will Kill You – 2:47 (aus Gallery of Suicide)
11. Devoured by Vermin – 3:38 (aus Vile)
12. Disposal of the Body – 3:41 (aus Gallery of Suicide)
13. Sacrifice – 3:03 (Sacrifice, Studioaufnahme, Bonus)
14. Confessions – 2:56 (Possessed-Cover, Studioaufnahme, Bonus)

## Versionen

### Digipack-Version
Neben der CD- und DVD-Version erschien auch ein Digipack des Albums. Es enthielt neben zahlreichem Bonusmaterial auch Aufnahmen der „Monolith of Death Tour“.

#### Monolith of Death Tour 96/97
1. Perverse Suffering
2. Monolith
3. Pulzerized
4. Fucked with a Knife
5. Bloodlands
6. Gutted
7. A Skull full of Maggots
8. Mummified in Barbed Wire
9. Devoured by Vermin
10. Stripped, Raped and Strangled
11. Hammer Smashed Face

#### Musikvideos
1. Devoured by Vermin
2. Sentenced to Burn

#### Bonusmaterial
- Interviews mit der Band
- Diskografie
- Biografie
- From The Vault
- Fotogalerien